# بولين هارفي
بولين هارفي (بالإنجليزية: Pauline Harvey)‏‏ (17 نوفمبر 1950 - ) شاعرة، وكاتِبة، وروائية من كندا.